# Palazzo Vescovile (Vigevano)
Palazzo Vescovile è un edificio di Vigevano.

## Descrizione e storia
Il Palazzo Vescovile è una tipica dimora cinquecentesca, costruita per volere di Galeazzo Pietra, primo vescovo di Vigevano. Tra i vescovi illustri ad avervi abitato vi è Caramuel, o Giuseppe Maria Scarampi, che, nel Settecento, creò la galleria. Qui si possono ammirare anche dei dipinti ovali con paesaggi e rovine, con animali, sovrapporte con nature morte e fiori o scene d'ambiente.
Nelle sale è raccolta una ricca pinacoteca che comprende una Madonna con bambino, un quadro del Cerano sul martirio di San Dionigi, un San Giovanni Battista del '700 e una Pietà con i santi Giovanni Battista ed Evangelista di fine '500.
Il 10 agosto 1848, in una delle sale del palazzo, fu firmato l'armistizio di Salasco tra gli eserciti piemontesi e austriaci alla fine della prima guerra d'indipendenza. Nello scalone d'onore è presente un affresco in ricordo della visita di Carlo V del 14 marzo 1533: l'imperatore, a capo scoperto, indossa una possente armatura ed è sovrastato da due angeli che reggono una colonna e una croce. Sulle pareti laterali infine sono raffigurate le piante della diocesi come erano nel 1532 e nel 1817.